# Alexandre Deschapelles
Alexandre-Louis-Honoré-Lebreton Deschapelles (Ville d'Avray, 7 de marzo de 1780 - París, 27 de octubre de 1847) fue un ajedrecista francés.
Alexandre Deschapelles fue el gran jugador francés tras la muerte de François-André Danican Philidor. Durante quince años fue el campeón indiscutible del Café de la Régence.
Era un hombre alto y atractivo, de paso arrogante. Consideraba que estudiar aperturas era una pérdida de tiempo. En realidad Deschapelles no representa un gran avance a la teoría del ajedrez aunque fue un jugador brillante. Deschapelles perdió su supremacía en el Café de la Régence en 1824 cuando se enfrentó a Louis-Charles Mahé de La Bourdonnais. Esta pérdida le hizo abandonar el ajedrez.